# Nick Love
Nick Love (Londra, 24 dicembre 1969) è un regista e scrittore inglese.
Love è arrivato all'attenzione del pubblico nel Regno Unito per aver partecipato ai film The Football Factory, The Business e The Firm. 
È noto per aver collaborato con l'attore Danny Dyer. I due hanno collaborato su molti film tra cui Goodbye Charlie Bright, The Football Factory, The Business e Outlaw.

## Filmografia parziale

### Regista e sceneggiatore
- The Football Factory (2004)
- The Firm (2009)
- The Sweeney (2012)

### Produttore
- Skin, regia di Vincent O'Connell - cortometraggio (1995)

## Vita privata
Love è stato brevemente sposato con l'attrice di EastEnders, Patsy Palmer.

## Curiosità
Ha due tatuaggi del Millwall, di cui uno all'interno del suo labbro inferiore.